# ロールス・ロイス・ドイツ
ロールス・ロイス・ドイツ（Rolls-Royce Deutschland ）は、航空エンジンを生産するロールス・ロイス・ホールディングスの子会社である。ロールス・ロイス・ドイツェランドとも表記する。工場はベルリンの外のダーレヴィッツとフランクフルト・アム・マイン近郊のオーバーウルゼルにある。約3,000名の従業員を抱え、ジェットエンジンの開発から販売まで独自で行うことが可能である。ロールス・ロイスの自動車部門をBMWが買収したことによって航空機部門のロールス・ロイス・ホールディングスもBMWの傘下に入ったという誤解が一部にあるが、航空機エンジン部門はBMWの傘下には入っておらず、BMWの航空機エンジン部門はロールス・ロイス・ホールディングスによって買収された。主な理由としてBMWが買収したローバーをミニを除き解体した事やボーイング717のデモフライトに搭載されたBR700のエンジンカバーにBMWのロゴが描かれた事によりイギリス国内でのBMW叩きが起こり、これを抑える為に航空機エンジン事業をロールス・ロイス・ホールディングスに譲渡されたと思われる。
1990年にBR700を生産するために設立されたBMWとロールス・ロイスの合弁企業BMW ロールス・ロイス（BMW Rolls-Royce, 略称BRR）を起源とする。
2000年にBMWの航空エンジン事業を傘下に治めたロールス・ロイス・ホールディングスが経営権を握ったことで、完全子会社化され、ロールス・ロイス・ドイツへと名称を変えた。BR710とBR715の生産は継続され、エアバス A400M軍用輸送機のTP400-D6ターボプロップエンジンの開発にも参加している。
ロールス・ロイス・ドイツはテイ、スペイ、V2500の2軸式ターボファンエンジンとダートターボプロップの生産を行っている。親会社のダービー工場では民間用の3軸式ターボファンの生産に専念する。

## 生産したエンジンの一覧
- ロールス・ロイス スペイ
- ロールス・ロイス テイ
- ロールス・ロイス ダート
- ロールス・ロイス BR700
- V2500 (エンジン)
- ユーロプロップ・インターナショナル TP400
- ロールス・ロイス/チュルボメカ RTM322